# カトリック教会の聖人暦
カトリック教会の聖人暦（カトリックきょうかいのせいじんれき）では、カトリック教会において定められている聖人暦について説明する。

## 概説
カトリック教会では、第2バチカン公会議以降、典礼暦と聖人暦が見直された。その中で、1年間をキリストの生涯と関連付けるという典礼暦本来の意味が再確認された。これにともなって聖人暦も整理され、史実上の存在が明らかでない聖人などははずされ、待降節・四旬節からは基本的に聖人の祝いがはずされた。この結果、どの聖人の日でもない平日（feria）も含む聖人暦となった。
聖人の祝祭日はその重要性に応じてランクがつけられており、重要性の順に「祭日」「祝日」「義務の記念日」「任意の記念日」とされている。ミサや聖務日課において、祭日・祝日では固有の典礼文を用いるが、記念日では通常の式文も用いることができる。任意の記念日については文字通り記念することも任意である。

## 聖人暦

### 1月
- 1日 - 神の母聖マリア 祭日
- 2日 - 大聖バシレイオスとナジアンゾスのグレゴリオス 義務の記念日（以下記念）
- 3日 - 聖なる御名の記念日 任意の記念日（以下任意）
- 4日 - エリザベス・アン・シートン 記念
- 5日 - ジョン・ヘンリー・ニューマン枢機卿 記念
- 7日 - ライムンド・ペニャフォル 任意
- 12日 - マルグリット・ブールジョワ 任意
- 13日 - ポワティエのヒラリウス 任意
- 17日 - 大聖アントニウス 記念
- 18日 - ハンガリーの聖マルガリタ　記念
- 20日 - ファビアヌス教皇とセバスティアヌス教皇 任意
- 21日 - 聖アグネス 記念
- 22日 - ヴィンセンシオ 記念
- 24日 - フランソワ・ド・サール 記念
- 25日 - 聖パウロの改心 祝日
- 26日 - テモテとテトス 記念
- 27日 - アンジェラ・メリチ 任意
- 28日 - トマス・アクィナス 記念
- 31日 - ヨハネ・ボスコ 記念

### 2月
- 2日 - 主の奉献 祝日
- 3日 - アンスガリオ 任意
- 5日 - 日本二十六聖人殉教者 記念（日本では祝日）
- 6日 - アガタ 記念
- 8日 - ジュゼッピーナ・バキタ 任意
- 10日 - スコラスティカ 記念
- 11日 - ルルドの聖母 任意
- 14日 - キュリロスとメトディオス 記念
- 21日 - ペトルス・ダミアヌス 任意
- 22日 - 聖ペトロの使徒座 祝日
- 23日 - ポリュカルポス 記念

### 3月
- 3日 - カタリナ・ドレクセル 任意
- 4日 - カジミェシュ 記念
- 7日 - ペルペトゥアとフェリチタス 記念
- 9日 - ローマのフランチェスカ 任意
- 17日 - パトリキウス 祝日（聖パトリックの祝日）
- 17日 - 日本の信徒発見の聖母 任意（日本では祝日）
- 18日 - エルサレムのキュリロス 任意
- 19日 - ヨセフ 祭日
- 25日 - 聖母のお告げ 祭日

### 4月
- 2日 - パオラのフランシスカ 任意
- 4日 - イシドルス 任意
- 5日 - ビセンテ・フェレール 任意
- 7日 - ヨハネ・バプティスト・ラサール 記念
- 11日 - シュチェパヌフのスタニスラウス 記念
- 13日 - マルティヌス1世 任意
- 21日 - カンタベリーのアンセルムス 任意
- 23日 - プラハのアダルベルト 任意 / 聖ジェオルジオ殉教者（カッパドキアの聖ゲオルギウス) 任意
- 24日 - ジグマリンゲンのフェディリス 任意
- 25日 - マルコ 祝日
- 26日 - 聖ラファエル・アルナイス・バロン 記念
- 29日 - シエナのカタリナ 記念
- 30日 - ピウス5世 任意

### 5月
- 1日 - 労働者聖ヨセフ 任意
- 2日 - アタナシウス 記念
- 3日 - 使徒フィリポと使徒ヤコブ（小ヤコブ） 祝日
- 10日 - モロカイ島のダミアン神父 任意
- 13日 - ファティマの聖母 任意
- 14日 - 使徒マティア 祝日
- 18日 - ヨハネス1世教皇 任意
- 20日 - シエナのベルナルディノ 任意
- 22日 - リタ 任意
- 25日 - ベーダ・ヴェネラビリス 任意
- 27日 - カンタベリーのアウグスティヌス 任意
- 30日 - ジャンヌ・ダルクおとめ 任意
- 31日 - 聖母の訪問 祝日

### 6月
- 1日 - ユスティノス 記念
- 2日 - マルセリウス 任意
- 5日 - ボニファティウス 記念
- 9日 - エフレム 任意
- 11日 - バルナバ 記念
- 13日 - パドヴァのアントニオ 記念
- 19日 - ロムアルド 任意
- 21日 - アロイジオ・ゴンザカ 記念
- 22日 - ジョン・フィッシャーとトマス・モア 任意
- 24日 - 洗礼者聖ヨハネの誕生 祭日
- 27日 - アレクサンドリアのキュリロス 任意
- 28日 - エイレナイオス 記念
- 29日 - 使徒ペトロと使徒パウロ 祭日
- 30日 - ローマ教会最初の殉教者 任意

### 7月
- 1日 - ペトロ岐部と187殉教者 記念
- 3日 - 使徒トマス 祝日
- 4日 - ポルトガルのイザベル 任意
- 6日 - マリア・ゴレッティ 任意
- 11日 - ヌルシアのベネディクトゥス 記念
- 14日 - カミロ・デ・レリス 任意
- 15日 - ボナベントゥラ 記念
- 16日 - カルメル山の聖母 任意
- 18日 - カミルス・デ・レリス 任意
- 20日 - アポリナリス 任意
- 22日 - マグダラのマリア 祝日
- 25日 - 大ヤコブ 祝日
- 26日 - ヨアキムとアンナ 記念
- 29日 - マルタ、マリア、ラザロ 記念
- 30日 - ペトロ・クリソログス 任意
- 31日 - イグナチオ・ロヨラ 記念

### 8月
- 1日 - アルフォンソ・リゴリ 記念
- 4日 - ヨハネ・マリア・ビアンネ 記念
- 5日 - サンタ・マリア・マジョーレ大聖堂の献堂 記念
- 6日 - 主の変容 祝日
- 7日 - シクストゥス2世教皇 任意
- 8日 - ドミニコ 記念
- 9日 - エディット・シュタイン（十字架のベネディクタ・テレサ） 記念
- 10日 - ラウレンティウス 祝日
- 11日 - クララ 記念
- 12日 - シャンタルのヨハンナ・フランシスカ 任意[1]
- 13日 - ポンティアヌス教皇とヒッポリュトス 任意
- 14日 - マキシミリアノ・マリア・コルベ 記念
- 15日 - 聖母の被昇天 祭日
- 19日 - ジョン・ユード 任意
- 20日 - クレルヴォーのベルナルドゥス 記念
- 21日 - ピウス10世教皇 記念
- 23日 - リマのローザ 任意
- 24日 - バルトロマイ使徒 祝日
- 25日 - ヨセフ・カラサンス 任意
- 27日 - モニカ 記念
- 28日 - アウグスティヌス 記念
- 29日 - 洗礼者聖ヨハネの殉教 記念

### 9月
- 3日 - グレゴリウス1世教皇 記念
- 5日 - コルカタのテレサ（マザー・テレサ） 任意
- 8日 - 聖母の誕生 祝日
- 9日 - ペトロ・クラヴェル 任意
- 10日 - 福者 日本205殉教者 記念
- 12日 - 聖母のみ名 任意
- 13日 - ヨハネ・クリソストモ 記念
- 14日 - 十字架称賛 祝日
- 15日 - 悲しみの聖母 記念
- 16日 - コルネリウスとキュプリアヌス 記念
- 17日 - ロベルト・ベラルミーノ 任意
- 19日 - ヤヌアリオ 任意
- 20日 - アンドレ金と同志殉教者 記念
- 21日 - マタイ使徒 祝日
- 23日 - ピオ・フォルジョーネ神父 記念
- 26日 - コスマとダミアノ 記念
- 27日 - ヴィンセンシオ・ア・パウロ 記念
- 28日 - ウェンセスラス 任意
- 同日 - トマス西と15同志殉教者 記念
- 29日 - 大天使ミカエル・ラファエル・ガブリエル 祝日
- 30日 - ヒエロニムス 記念

### 10月
- 1日 - リジューのテレーズ 記念
- 2日 - 守護天使 記念
- 4日 - アッシジのフランシスコ 記念
- 7日 - ロザリオの聖母 記念
- 9日 - ディオニシウスと同志殉教者 任意
- 11日 - ヨハネ23世教皇 任意
- 14日 - カリストゥス1世教皇 任意
- 15日 - アビラのテレサ 記念
- 16日 - マルグリット・マリー・アラコク 任意
- 18日 - ルカ福音記者 祝日
- 19日 - イザク・ジョーグと同志殉教者 記念
- 同日 - 十字架のパウロ司祭
- 22日 - ヨハネ・パウロ2世教皇 任意
- 23日 - ヨハネ・カピストラノ 任意
- 28日 - 使徒シモンと使徒ユダ 祝日

### 11月
- 1日 - 諸聖人の日 祭日
- 2日 - 死者の日
- 4日 - カルロ・ボロメオ 記念
- 8日 ‐ 三位一体のエリザベト 任意
- 9日 - サン・ジョバンニ・イン・ラテラノ大聖堂の献堂 祝日
- 10日 - レオ1世教皇 記念
- 11日 - トゥールのマルティノ 記念
- 12日 - ヨサファト 記念
- 15日 - アルベルトゥス・マグヌス 任意
- 17日 - ハンガリーのエリザベト 記念
- 18日 - サン・ピエトロ大聖堂、聖パウロ教会の献堂 記念
- 21日 - 聖母の奉献 記念
- 22日 - セシリア 記念
- 23日 - クレメンス1世教皇 任意
- 24日 - アンドレ・ドゥン・ラクと同志殉教者 記念
- 30日 - 使徒アンデレ 祝日

### 12月
- 3日 - フランシスコ・ザビエル 記念（日本では祝日）
- 6日 - ニコラウス 任意
- 7日 - アンブロジウス 記念
- 8日 - 無原罪の御宿りの聖母 祭日
- 9日 - フアン・ディエゴ 任意
- 11日 - ダマスス1世教皇 任意
- 12日 - グアダルーペの聖母 祭日
- 13日 - ルチア 記念
- 14日 - 十字架のヨハネ 記念
- 21日 - ペトロ・カニジウス 任意
- 25日 - 主の降誕（クリスマス） 祭日
- 26日 - ステファノ 祝日
- 27日 - 福音記者ヨハネ 祝日
- 28日 - 幼子殉教者 祝日
- 29日 - トマス・ベケット 任意
- 31日 - シルウェステル1世教皇 任意